# Sofia de Württemberg
Sofia Frederica Matilde de Württemberg (em alemão: Sophie Friederike Mathilde von Württemberg; Estugarda, 17 de junho de 1818 – Haia, 3 de junho de 1877) foi a primeira esposa do rei Guilherme III e Rainha Consorte dos Países Baixos e Grã-Duquesa Consorte de Luxemburgo de 1849 até sua morte. Era filha do rei Guilherme I de Württemberg e sua segunda esposa, a grã-duquesa Catarina Pavlovna da Rússia. 

## Primeiros anos
Sofia Frederica Matilde de Wüerttemberg, nasceu em Estugarda  foi a segunda filha do casamento de Guilherme I, Rei de Wüerttemberg, com sua prima Catarina Pavlovna, a quarta filha mais velha do czar russo Paulo I, sua mãe morreu quando Sofia tinha sete meses de idade, por isso a bebé foi criada pela sua tia, a princesa Catarina de Württemberg. Era prima do futuro czar Alexandre II da Rússia, do rei Jorge V de Hanôver e da rainha Vitória do Reino Unido. 
Pouco depois, seu pai se casou com Paulina de Württemberg, com quem teve duas filhas e um filho. A relação entre Sofia e a sua madrasta nunca foi cordial. Ela gostava muito do pai, em suas memórias, ela descreve que eles se viam algumas vezes por dia, que eles se sentavam ao fogo à noite. Também com sua irmã Maria (1816-1887), ela sempre teve um vínculo estreito.  
Elas  foram criadas juntas, primeiro por uma governanta russa, mais tarde por governantas suíças, com elas aprenderam a falar as suas línguas e a fazer música . Mais tarde, os professores vieram ao castelo real para ensinar  ensinar as meninas história, geografia e literatura. Sofia estudou Corneille, Racine, leu Kant e Hegel, mas não aprendeu latim ou grego. Aos 16 anos, Sofia seu pai e Maria fizeram uma viagem pela Itália, onde visitaram atrações culturais e familiares. 

### Ligações familiares e políticas
Sofia era parente dos Bonapartes: a irmã do seu pai, sua tia Catarina, era casada com Jerónimo Bonaparte, o irmão mais novo de Napoleão. Na década de 1830, os Bonapartes permaneceram regularmente em Württemberg. Foi assim que Sofia conheceu Luís Napoleão, futuro Imperador Napoleão III de França, e sua prima Matilde (1820-1904) filha de Catarina e Jerónimo, especialmente com ela deu-se bem e continuariam a se corresponder durante toda a sua vida.
A simpatia política de Sofia estava ligada ao desenvolvimento das democracias ocidentais. Ela tinha a preferência política de seu pai, que tinha pouca afinidade com o estilo autoritário de governo dos Romanovs. Também se opôs ferozmente ao regime prussiano e acompanhou com interesse os desenvolvimentos liberais, tais como a Revolução de Julho de 1830, convidou emissários e estudiosos com os quais partilhou as suas preferências políticas e culturais, desta forma, Sofia deve ter entrado em contato com ideias liberais numa idade precoce. Apesar de todas as suas ideias liberais, Guilherme manteve-se fiel a uma política de casamento dinástica: as suas filhas tiveram de casar com um homem que tinha a perspectiva de um trono. 
Antes de se casar, Sofia tinha tido vários pretendentes, entre os quais o rei Oto da Grécia e o duque Guilherme de Brunsvique, o noivado com o primeiro não resultou em nada porque o pai de Sofia não confiava na monarquia instaurada por Oto na Grécia.  
Sofia ficou encantada com o Duque de Brunsvique, mas antes que este amor pudesse florescer, o noivado com o seu primo Guilherme de Orange-Nassau era um fato, ela própria descreve a sua aceitação como um sacrifício que fez pelo seu pai.  

## Princesa de Orange-Nassau

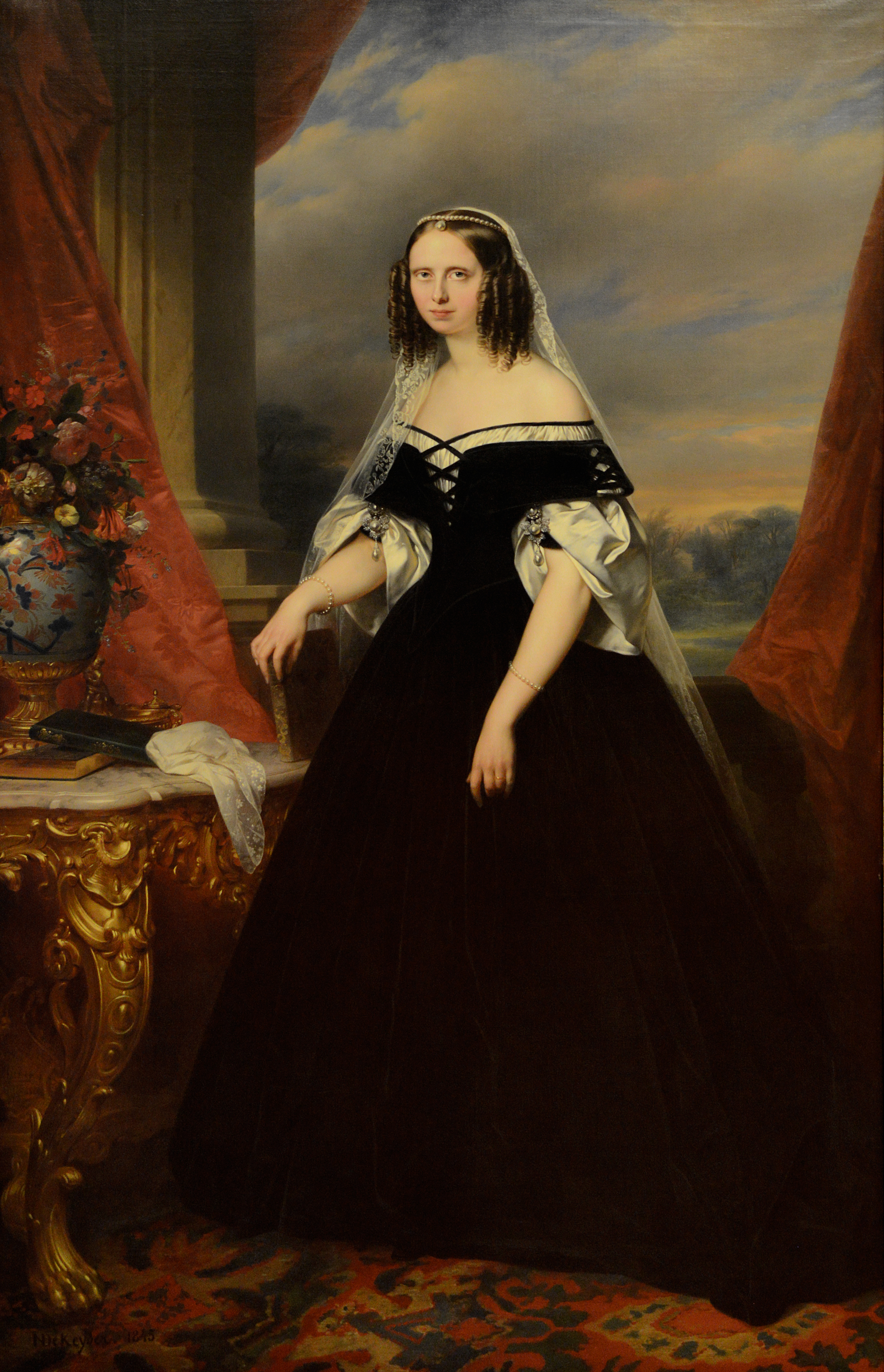
Retrato por Nicaise de Keyser, c. 1840

Eles se casarem no dia 18 de Junho de 1839 em Estugarda, apos o casamento o jovem casal viajou para Haia, onde foram viver para no Palácio no Plein. O casamento não foi um sucesso. A mãe do rei Guilherme, em quem ele confiava completamente, tinha-se mostrado completamente contra a união e tratava a sua nora e sobrinha com desdém. Intelectualmente, a rainha Sofia era superior ao seu marido, mas não se adaptou ao seu carácter sensual. Enquanto ele gostava de pintura contemporânea, música e teatro, Sofia era uma mulher de letras com um interesse especifico por História. Guilherme III teve vários casos extra-conjugais. Sofia afirmava em público que achava o marido inferior e sem capacidade para ser rei e que ela própria faria mais pelo país se fosse regente. 
A sua sogra Ana Pavlovna, que como irmã da sua mãe era também sua tia, tinha resistido ferozmente ao casamento. A razão não é totalmente clara. A sua fé ortodoxa russa proibiu o casamento entre primos, mas também pode ser que o medo de doenças familiares. O fato é que ambas as mulheres se comportaram de forma extremamente fria uma com a outra, e continuaram a fazê-lo. Sofia deu-se melhor com o Rei Guilherme I e o seu filho Frederico. Este "tio Frederico" foi considerado o confidente de Sofia: entre 1833 e 1877 ela escreveu-lhe 424 cartas. 
Em 1840, um ano após a sua chegada aos Países Baixos, Guilherme I abdicou do trono e o seu sogro Guilherme II foi proclamado como rei Sofia e o seu marido eram agora o casal príncipe herdeiro. A sua relação foi problemática desde o início, mesmo após o nascimento dos seus filhos Guilherme (1840) e Maurício (1843). A educação das crianças foi uma fonte de discórdia entre os pais. No seu casamento, Sofia tentou, tanto quanto possível, seguir o seu próprio caminho e continuar o seu interesse intelectual Guilherme tinha regularmente relações extramatrimoniais. Quando o Rei Guilherme II morreu subitamente em 1849, ele estava na Inglaterra, de acordo com rumores com uma amante, levou vários dias até que o príncipe herdeiro chegasse aos Países Baixos.   

## Rainha dos Países Baixos
Em 12 de Maio de 1849 Guilherme foi proclamado Guilherme III e Sofia tornou-se rainha, o casal real mudou-se para o Palácio de Noordeinde. Guilherme exerceu a sua realeza com entusiasmo, mas não respeitou as restrições impostas à sua posição pela Constituição de 1848. Como resultado, entrou em conflito com ministros e parlamento em várias ocasiões. Como marido e pai, também ele se tornou cada vez mais difícil para suportar. Quando o Príncipe Maurício faleceu em 4 de Junho de 1850  os conflitos continuaram: os cônjuges tinham cada um o seu próprio médico em quem confiavam, e os acordos relativos a um possível divórcio eram sempre adiados. O nascimento do seu terceiro filho, Alexandre (1851-1884), não melhorou a relação. Quando Sofia estava grávida, ele tinha enviado o seu filho mais velho para um internato contra a sua vontade, o conflito agravou-se. O divórcio, no entanto, não era uma opção, razão pela qual em 1855 houve a separeção corporal; o tio Frederico desempenhou um papel importante neste processo, Guilherme assumiu o controle da educação de seu filho mais velho Guilherme, e Sofia iria manter Alexandre com ela até aos nove anos de idade, ela continuaria a desempenhar o seu papel de rainha.  A rainha Sofia tentou separar-se do marido, mas o seu pedido foi recusado, uma vez que os interesses do estado eram mais importantes. A partir de 1855, o casal passou a viver separado durante a temporada de verão, ele no Palácio de Het Loo e ela no Palácio de Huis ten Bosch. Sofia também passava varias temporadas em Estugarda, com a sua própria família. 

## Amigos políticos e culturais
A partir de 1855, a Rainha viveu principalmente em Huis ten Bosch, de onde correspondia com os seus amigos políticos e culturais estrangeiros. De Maio a Novembro viajou a maior parte do tempo e quase todos os anos visitava o seu pai, e permaneceu como uma das suas conselheiras até sua morte em 25 de Junho de 1864. Este papel foi mais tarde assumido pelo político britânico George Villiers (1800-1870), mais conhecido como Lord Clarendon, com quem se correspondia desde 1857 e com quem se encontrava frequentemente, em alguma viagem, ou em casa. Além disso, esteve regularmente na França, onde esteve em estreito contato com o imperador francês e a sua esposa Eugénia e com académicos como Ernest Renan e o orientalista Julius von Mohl, os historiadores Leopold von Ranke e John Lothrop Motley elogiaram a sua inteligência. Este último foi muito positivo em relação à Rainha na sua correspondência. Em 1858 concluiu um longo escrito dedicado a ela com as palavras: "O melhor elogio que lhe posso fazer é que se esquece bastante que ela é uma rainha, e apenas sente a presença de uma mulher inteligente". A rainha Sofia mantinha correspondência com vários intelectuais europeus e tinha uma forte amizade com o imperador Napoleão III de França e com a rainha Vitória do Reino Unido. Protegeu e estimulou as artes, apoiou várias caridades, incluindo associações de protecção dos animais, e a construção de parques públicos. Era a 540.ª dama da Ordem Real da Rainha Maria Luísa. 
Através das suas relações amigáveis com Clarendon e Napoleão III, Sofia tomou indiretamente partido contra a sua família russa, que pertencia ao outro campo após a Guerra da Crimeia, em 1857 ela viajou para Inglaterra para encontrar uma pretendente de casamento adequada para o seu filho Guilherme, as tentativas foram em vão, mas Sofia fez questão de conhecer Florence Nightingale e Robert Owen além da arte e cultura, estava interessada na reforma social. Além disso, ela estava interessada no espiritismo através do imperador francês entrou em contato com o médium britânico Daniel Home, que apresentou quatro sessões no Palácio Noordeinde em 1858. Presumivelmente, Sofia tentou contato como seu filho falecido Maurício via Home.  
Nos Países Baixos, ela visitou as exposições industriais organizadas desde os anos 1860, estava particularmente interessada na educação, para crianças muito pequenas e para crianças com uma deficiência mental. Ela também apoiou a Sociedade para a Protecção dos Animais anexando-lhe o seu nome quando foi fundada em 1867, após a queda de Napoleão em 1870, o papel político de Sofia tinha terminado. Porém culturalmente ela permaneceu ativa, viveu o seu "melhor momento" quando a famosa revista Revue des Deux Mondes publicou a sua contribuição sobre "Les derniers Stuarts", nele argumentava entre outras coisas, que a monarquia deveria mover-se com os tempos. 
O movimento de mulheres, que aconteceu na Holanda em 1871 com a associação Arbeid Adelt, escolheu Sofia como sua padroeira, uma das primeiras damas do movimento das jovens mulheres, Elise van Calcar, partilhou não só o interesse pelo trabalho das mulheres nas escolas, mas também o interesse pelo espiritualismo.

### Carácter e reputação
A rainha Sofia é conhecida como uma rainha excepcional na monarquia holandesa, excepcional devido ao seu interesse cultural e científico e devido ao seu interesse político. A sua atitude não dogmática em assuntos religiosos, a sua simpatia por um curso político mais liberal e a sua aversão à etiqueta valeram-lhe o apelido de "la reine rouge". Em contatos pessoais ela foi fiel, testemunhando as suas muitas amizades de longa data. Entre os seus amigos incluem Lady Malet, Lord Clarendon e Julius von Mohl, ela encontrou a audiência e o apreço que lhe faltava no seu casamento. Com Clarendon ela discutiu não só desenvolvimentos políticos internacionais, mas também assuntos privados, tais como as preocupações pelos seus filhos. A mudança nas linhas iniciais das suas cartas  de uma "Senhora" formal para "Minha querida Sofia"  mostra uma solidariedade cada vez maior. Os seus arredores devem ter tido conhecimento disto, pois quando Clarendon morreu em 1870, um telegrama da Rainha Vitória trouxe-lhe a triste mensagem: ''Vossa Majestade vai ficar triste ao saber que o Senhor Clarendon morreu esta manhã. A Rainha". Também na Holanda ela tinha bons amigos, como Betsy Groen van Prinsterer, com quem correspondia em assuntos religiosos até pouco antes da sua morte. 

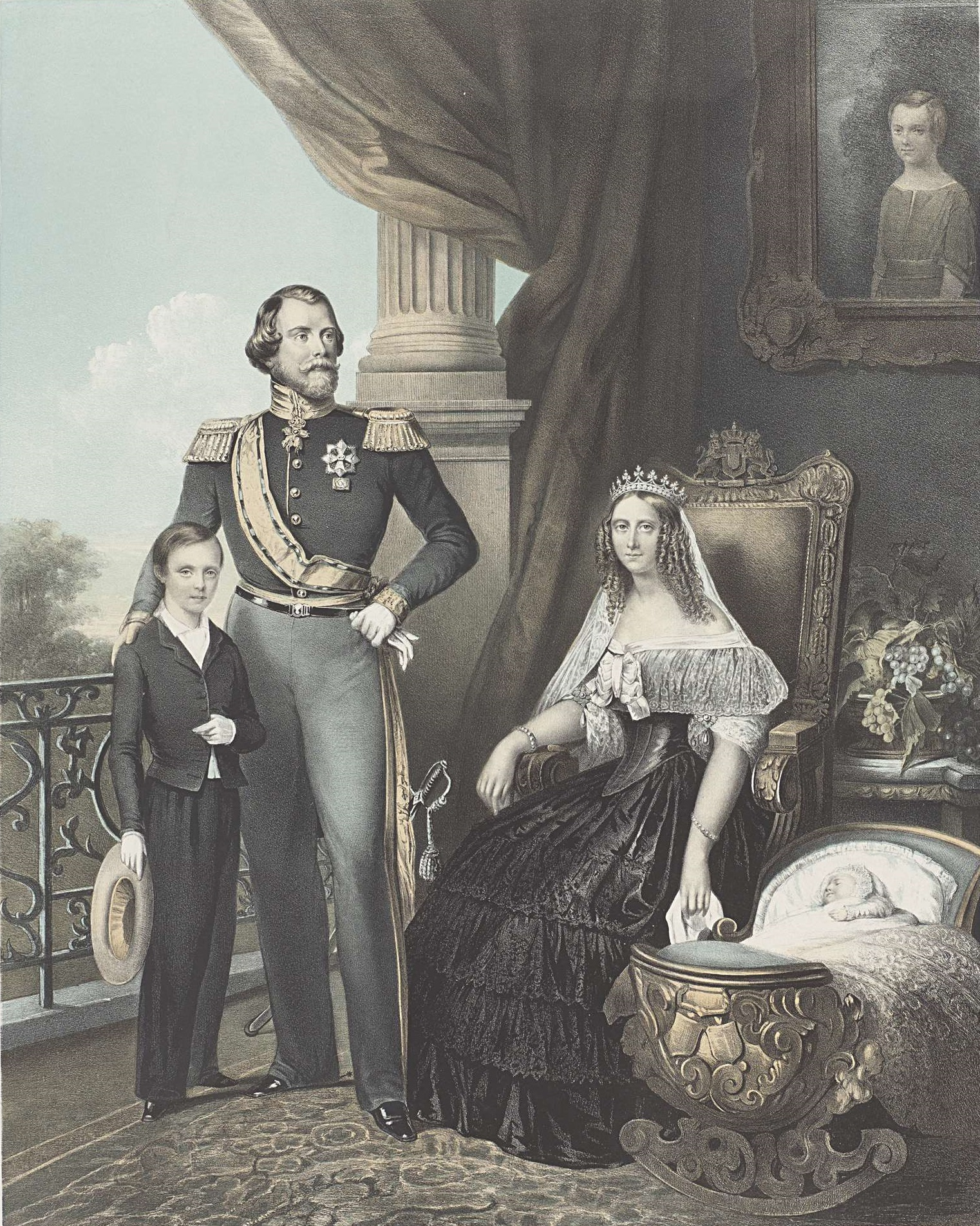
O Rei Guilherme III dos Países Baixos com a Rainha Sofia e os seus filhos Guilherme e Alexandre.

## Descendência
1.  Guilherme dos Países Baixos (4 de setembro de 1840 – 11 de junho de 1879), morreu aos trinta-e-oito anos de febre tifoide e exaustão;    sem descendência. 
2.  Maurício dos Países Baixos (15 de setembro de 1843 – 4 de junho de 1850), morreu aos seis anos de idade de meningite
3. Alexandre, Príncipe de Orange (25 de agosto de 1851 – 21 de junho de 1884), morreu aos trinta-e-dois anos de idade sem deixar descendência.

## Últimos anos
Sofia morreu subitamente a 3 de Junho de 1877 de um problema cardíaco no Huis ten Bosch. Ela deixou os seus bens pessoais aos seus filhos Guilherme e Alexandre, mas Guilherme morreu apenas dois anos antes de se tornar Rei. Sofia foi enterrada com o seu vestido de casamento porque, segundo ela própria, a sua vida tinha acabado quando se tinha casado. 

Talvez misericordiosamente, ela nunca viveu para ver a morte de ambos os seus outros filhos. O seu marido, o Rei Guilherme III, voltou a casar apenas dois anos após a sua morte, a fim de evitar uma crise sucessória. Com a sua segunda esposa, Emma de Waldeck e Pyrmont, teve uma filha chamada Guilhermina que lhe sucederia na Holanda como Rainha.

Monograma da rainha

## Genealogia
| Sofia de Württemberg | Pai: Guilherme I de Württemberg  | Avô paterno: Frederico I de Württemberg                       | Bisavô paterno: Frederico II Eugénio, Duque de Württemberg                 |
| Sofia de Württemberg | Pai: Guilherme I de Württemberg  | Avô paterno: Frederico I de Württemberg                       | Bisavó paterna: Frederica de Brandemburgo-Schwedt                          |
| Sofia de Württemberg | Pai: Guilherme I de Württemberg  | Avó paterna: Augusta de Brunsvique-Volfembutel                | Bisavô paterno: Carlos Guilherme Fernando, Duque de Brunsvique-Volfembutel |
| Sofia de Württemberg | Pai: Guilherme I de Württemberg  | Avó paterna: Augusta de Brunsvique-Volfembutel                | Bisavó paterna: Augusta da Grã-Bretanha                                    |
| Sofia de Württemberg | Mãe: Catarina Pavlovna da Rússia | Avô materno: Paulo I da Rússia                                | Bisavô materno: Pedro III da Rússia                                        |
| Sofia de Württemberg | Mãe: Catarina Pavlovna da Rússia | Avô materno: Paulo I da Rússia                                | Bisavó materna: Catarina II da Rússia                                      |
| Sofia de Württemberg | Mãe: Catarina Pavlovna da Rússia | Avó materna: Maria Feodorovna (Sofia Doroteia de Württemberg) | Bisavô materno: Frederico II Eugénio, Duque de Württemberg                 |
| Sofia de Württemberg | Mãe: Catarina Pavlovna da Rússia | Avó materna: Maria Feodorovna (Sofia Doroteia de Württemberg) | Bisavó materna: Frederica de Brandemburgo-Schwedt                          |